# Czerwony skorpion 2
Czerwony skorpion 2 (tytuł oryg. Red Scorpion 2) − amerykańsko-kanadyjski film akcji z 1994 roku, sequel filmu Czerwony skorpion z 1989 r.

## Fabuła
Lider ugrupowań terrorystycznych jest w posiadaniu nowoczesnego systemu komputerowego, używanego do penetracji i organizacji, który zapewnia mu całkowitą bezkarność. Specjalnie wyszkolony oddział „Czerwonego Skorpiona”, którym kieruje Nick Stone, ma za zadanie zniszczyć neonazistowską organizację. Misja nie należy do bezpiecznych, jednak każdy z członków elity to swoista indywidualność o wytrenowanej specjalności, pod charakter której ma wyznaczone do wykonania zadanie.

## Obsada
- Matt McColm − Nick Stone
- John Savage − Andrew Kendrick
- Jennifer Rubin − Sam Guiness
- Paul Ben-Victor − Vince D’Angelo
- Michael Covert − Billy Ryan
- Réal Andrews − Winston „Mad Dog” Powell
- Duncan Fraser − pan Benjamin
- George Touliatos − Gregori
- Michael Ironside − pułkownik West
- Vladimir Kulich − Hans

## Tło
Pierwowzór filmowego scenariuszu napisał Dennis Hackin (Wszystkie chwyty dozwolone, 1989). Kolejną wersję skryptu, z akcją osadzoną w Malezji, napisał w 1990 roku Clay Walker. Choć ostatecznie film nakręcono w oparciu o scenariusz autorstwa Troya Bolotnicka, Barry’ego Victora i Strawa Weismana, jako pierwszą wytwórni Abramoff Production sprzedano wersję stworzoną przez Walkera. 18 czerwca 1992 roku magazyn New Straits Times błędnie doniósł, że w listopadzie 1992 w Europie William Vigil wyreżyseruje film Red Scorpion 2: The Spear of Destiny. W tym samym wydaniu czasopisma dziennikarze podali, że gwiazdor filmu Matt McColm „przebywa w Malezji, gdzie promuje swój najnowszy projekt”. Według azjatyckiej prasy, obraz miał powstać jako kolaboracja Międzynarodowego Sojuszu Producentów Filmowych (IPA) oraz firmy U A Entertainment (Malaysia) Sdn. Bhd. Autorzy artykułu w New Straits Times pisali również: „W filmie tym McColm wciela się w bohatera Kurta Hawkinsa, sierżanta sztabowego jednostek US Army Special Forces”. Marc Singer miał początkowo odegrać postać antagonisty Andrew Kendricka, a aktorzy kina akcji Gary Daniels (Final Reprisal) i David Bradley (Amerykański ninja 3: Krwawe łowy) byli rozważani jako kandydaci do roli Nicka Stone’a.

## Produkcja
Tytuł roboczy filmu brzmiał Red Scorpion 2: Spear of Destiny.

## Recenzje
W recenzji dla dziennika Los Angeles Times Susan King określiła produkcję jako „przygnębiający thriller”. Brian Gusse, redaktor serwisu internetowego AllMovie, wycenił film na  (jedną na pięć gwiazdek).